# USS Enterprise (NCC-1701)
Az első USS Enterprise (NCC-1701) egy űrhajó a Star Trek amerikai sci-fi tévésorozatból, mely a hajó és a legénység egyik leghíresebb feladatát meséli el, az "ötéves" küldetést. „Az űr a legvégső határ. Ennek végtelenjét járja az Enterprise csillaghajó, melynek feladata különös új világok felfedezése, új életformák, új civilizációk felkutatása, és hogy eljusson oda, ahová még ember nem merészkedett.” A USS Enterprise NCC-1701 James T. Kirk kapitány parancsnoksága alatt szolgált, a Bolygók Egyesült Föderációjának Csillagflottájában.
Az Enterprise egy Constitution-osztályú nehézcirkáló, melyet 2245-ben helyeztek szolgálatba.
A sorozat alkotói eredetileg az Enterprise-hoz hasonló hajókat (az akkori legnagyobb és legerősebb hajókat a Csillagflottában) "Starship Class"-nak nevezték (a kisebb méretű hajók más osztályokba tartoztak). A korai rajongói és kulisszák mögötti források Constitution-osztályú csillaghajóként azonosították. Később ezt megerősítették a TNG egy epizódjában.
A hajó egyedi, betűkből és számokból álló azonosítója: NCC-1701. Azért esett erre a választás, mert a nézők számára könnyen olvasható.

## Története
Az Enterprise első kapitánya Robert April volt, aki első ötéves küldetése során (2245-2250) irányította a hajót. Ezután tizenhárom évig Christopher Pike volt az Enterprise parancsnoka, akit James T. Kirk váltott 2264-ben.
(April eredetileg a pilot epizódban a kapitány tervezett neve volt, amit később változtattak meg Christopher Pike-ra. Az animációs sorozatban végül megjelent maga April is, akit ekkor az Enterprise első kapitányaként neveztek meg. Bár a hivatalos, Paramount féle kronológia a rajzfilmsorozatot nem tartalmazza, több Star Trek spin-off-ban megtalálható a neve. Például a legújabb Star Trek sorozat, az Enterprise „In a Mirror, Darkly” című részében olvasható a neve, mint az Enterprise (NCC-1701) első kapitánya.)
Kirk legendás ötéves küldetése (2265-2270) után az Enterprise-t alaposan felújították. A 2270-es években Kirk admirális új ötéves küldetésre vitte a hajót (a V'ger incidens után). A 2280-as évekre az Enterprise-t leselejtezték és már csak mint kadét kiképző-hajó üzemelt, Spock kapitány parancsnoksága alatt. 2285-ben Kirk ismét átvette a hajó irányítását, hogy szembenézzen ősellenségével, Khan Noonien Singh-el. Még ugyanebben az évben a hajó megsemmisült a Teremtés (Genesis) bolygó mellett: Kirk admirális indította el az önmegsemmisítést, hogy a hajót elfoglaló klingon harcosokat elpusztítsa.

### A hajó kora
A harmadik mozifilmben Morrow admirális azt mondja, az Enterprise "már húszéves". Valójában a hajó ekkor már negyvenéves volt. Minden valószínűség szerint az admirális a Kirk első küldetése óta eltelt időről beszélt.

### Az utód
Az eredeti hajó pusztulása után még egy, akkor teljesen új, fejlesztett, de külsőleg ugyanolyan Constitution osztályú Enterprise készült Kirkék számára NCC-1701-A kódjellel, ami 2286 és 2294 között volt szolgálatban. Habár a hajó még két nagy bevetésen, a "Teremtő" keresésében és a Klingon béketárgyalások előkészítésében is részt vett, ez már az akkor elavulófélben lévő hajónak és osztályának is a hattyúdala volt. Ezután az Enterprise-t - a Constitution osztállyal együtt - véglegesen kivonták a szolgálatból.

## A sorozatban/filmekben használt makettek
Az eredeti Enterprise-t Walter M. "Matt" Jefferies tervezte. Az első makettet a "The Cage" (A kísérlet) című bemutató epizódra készítették el, körülbelül 3 láb (91,4 cm) hosszú és kivilágítatlan volt. Az első skiccei alapján az Enterprise-t a végleges változathoz képest eredetileg még egy robusztusabb, gömb-elejű hajóként képzelte el, ami később Daedalus osztályként került be a hivatalos történetbe, mint az első hatékony föderációs csillaghajótípus, több mint nyolcvan évvel az Enterprise-ot megelőzően.

## Alternatív idővonal

Az új USS Enterprise (NCC-1701) az újabb, alternatív idővonalban játszódó filmben

A 2009-ben bemutatott Star Trek filmmel elkezdődött alternatív idővonal elején az Enterprise még épülőfélben van, a Földön készül, nem orbitális összeszerelő üzemben. Miután három év múlva elkészül, legelső küldetésén rögtön Christopher Pike kapitány a parancsnoka, amely tisztség, miután az néhány óra múlva fogságba esik, Spockra, majd még később végül James T. Kirkre száll. A film végén Kirk lesz hivatalosan is az Enterprise kapitánya. Mindez legfeljebb pár nap alatt zajlik le. Az új hajó formatervezettebb, korszerűbb az eredetinél, részben az eltelt idő technikai fejlődése, részben a történet alternatív volta miatt. Később súlyos károk érik, mikor a USS Vengeance-szel ütközik meg, de a hajót újjáépítik némi technológiai fejlesztéssel együtt. Néhány évvel később a Krall flottájával történt ütközet során helyrehozhatatlan károk érik. Ezután itt is az itteni Enterprise-A váltja fel.